# 张峨 (1910年)
张峨（1910年—？），女，直隶（今河北）获鹿人，中国眼科专家，曾任广东省人民医院眼科主任，第三届全国人大代表，第五、六届全国政协委员。